# Winter-Asienspiele 2025/Teilnehmer (Kasachstan)
| Gelbes Symbol für Goldmedaillen mit stilisierten Olympischen Ringen | Graues Symbol für Silbermedaillen mit stilisierten Olympischen Ringen | Braundes Symbol für Bronzemedaillen mit stilisierten Olympischen Ringen |
| ------------------------------------------------------------------- | --------------------------------------------------------------------- | ----------------------------------------------------------------------- |
| 3                                                                   | 7                                                                     | 5                                                                       |

Kasachstan nimmt an den Winter-Asienspiele 2025 in Harbin teil.

## Teilnehmer nach Sportarten

### Biathlon
| Athleten             | Wettbewerbe        | Zeit | Fehler | Rang |
| -------------------- | ------------------ | ---- | ------ | ---- |
| Frauen               |                    |      |        |      |
| Jelisaweta Belezkaja | 7,5 km Sprint      |      |        |      |
| Darja Klimina        | 7,5 km Sprint      |      |        |      |
| Arina Krjukowa       | 7,5 km Sprint      |      |        |      |
| Olga Poltaranina     | 7,5 km Sprint      |      |        |      |
| Polina Jegorowa      | 7,5 km Sprint      |      |        |      |
|                      | 4 × 6 km Staffel   |      |        |      |
| Männer               |                    |      |        |      |
| Kirill Bauer         | 10 km Sprint       |      |        |      |
| Ässet Düissenow      | 10 km Sprint       |      |        |      |
| Wladislaw Kirejew    | 10 km Sprint       |      |        |      |
| Wadim Kurales        | 10 km Sprint       |      |        |      |
| Alexander Muchin     | 10 km Sprint       |      |        |      |
|                      | 4 × 7,5 km Staffel |      |        |      |

### Curling
| Wettbewerb             | Männer                                                                          | Frauen                                                                                  | Mixed Doubles                                                                                |
| ---------------------- | ------------------------------------------------------------------------------- | --------------------------------------------------------------------------------------- | -------------------------------------------------------------------------------------------- |
| Athleten               | Abylaikhan Zhuzbay Aidos Alliyar Adil Zhumagozha Yermek Mussainov Arman Irjanov | Tilsimay Alliyarova Yekaterina Kolykhalova Angelina Ebauyer Merey Tastemir Yana Ebauyer | Amina Seitzhanova Azizbek Nadirbayev                                                         |
| Gruppenphase           |                                                                                 |                                                                                         | Volksrepublik China (5:11) Philippinen (2:11) Südkorea (0:12) Kirgisistan (12:5) Katar (7:4) |
| Qualifikationsrunde    |                                                                                 |                                                                                         | ausgeschieden                                                                                |
| Halbfinale             |                                                                                 |                                                                                         | ausgeschieden                                                                                |
| Finale/Spiel um Bronze |                                                                                 |                                                                                         | ausgeschieden                                                                                |
| Rang                   |                                                                                 |                                                                                         | 7                                                                                            |

### Eishockey
| Wettbewerb    | Männer |
| ------------- | --- |
| Athleten      | Dschelal-ad-Din Amirbekow Adil Beketajew Alexander Borissewitsch Dmitri Breus Danil Butenko Andrei Bujalski Samat Danijar Tamirlan Gaitamirow Dmitri Grenz Wjatschewlaw Kolesnikow Artjom Koroljow Artjom Lichotnikow Eduard Michailow Älichan Omirbekow Ruslan Ospanow Kirill Panjukow Maxim Pawlenko Jewgeni Rymarew Kirill Sawizki Andrei Schutow Roman Startschenko Iwan Stepanenko Denis Tschaporow |
| Gruppenphase  | Südkorea Japan Volksrepublik China (6:1) Thailand (12:0) Chinesisch Taipeh (17:0) |
| Zwischenrunde | |
| Viertelfinale | |
| Halbfinale    | |
| Finale        | |
| Rang          | |

| Wettbewerb | Frauen |
| ---------- | --- |
| Athleten   | Malika Aldabergenowa Pernesch Aschimowa Julija Butorina Slatozweta Feoktistowa Nadeschda Filimonowa Polina Gowtwa Alina Iwantschenko Tatjana Koroljowa Jekaterina Kuzenko Katrin Meskini Dәrija Moldabai Aida Olschabajewa Anastassija Orasbajewa Anna Pjatkowa Dilnas Sajachatkysy Munira Sajachatkysy Alexandra Schegai Arina Schtschokolowa Sofija Subkowa Larissa Swiridowa Madina Tursynowa Alexandra Woronowa |
| Vorrunde   | Südkorea Chinesisch Taipeh (5:1) Hongkong (12:0) Thailand (9:0) |
| Hauptrunde | |
| Rang       | |

### Eiskunstlauf
| Athleten                           | Wettbewerbe | Kurzprogramm/ Rhythmustanz | Kurzprogramm/ Rhythmustanz | Kür    | Kür  | Gesamt | Gesamt |
| Athleten                           | Wettbewerbe | Punkte                     | Rang                       | Punkte | Rang | Punkte | Rang   |
| ---------------------------------- | ----------- | -------------------------- | -------------------------- | ------ | ---- | ------ | ------ |
| Frauen                             |             |                            |                            |        |      |        |        |
| Sofiya Farafonova                  | Einzel      |                            |                            |        |      |        |        |
| Sofia Samodelkina                  | Einzel      |                            |                            |        |      |        |        |
| Männer                             |             |                            |                            |        |      |        |        |
| Dias Jirenbayev                    | Einzel      |                            |                            |        |      |        |        |
| Michail Schaidorow                 | Einzel      |                            |                            |        |      |        |        |
| Mixed                              |             |                            |                            |        |      |        |        |
| Gaukhar Nauryzova Boisangur Datiev | Eistanz     |                            |                            |        |      |        |        |

### Eisschnelllauf
| Athleten            | Wettbewerb | Zeit | Rang |
| ------------------- | ---------- | ---- | ---- |
| Frauen              |            |      |      |
| Mariya Degen        |            |      |      |
|                     |            |      |      |
| Margarita Galiyeva  |            |      |      |
|                     |            |      |      |
| Arina Ilyachshenko  |            |      |      |
|                     |            |      |      |
| Nadezhda Morozova   |            |      |      |
|                     |            |      |      |
| Alina Shumekova     |            |      |      |
|                     |            |      |      |
| Inessa Shumekova    |            |      |      |
|                     |            |      |      |
| Kristina Shumekova  |            |      |      |
|                     |            |      |      |
| Kristina Silaeva    |            |      |      |
|                     |            |      |      |
| Darya Vazhenina     |            |      |      |
|                     |            |      |      |
| Männer              |            |      |      |
| Nuraly Akzhol       |            |      |      |
|                     |            |      |      |
| Roman Binazarov     |            |      |      |
|                     |            |      |      |
| Vitaliy Chshigolev  |            |      |      |
|                     |            |      |      |
| Artur Galiyev       |            |      |      |
|                     |            |      |      |
| Demyan Gavrilov     |            |      |      |
|                     |            |      |      |
| Yevgeniy Koshkin    |            |      |      |
|                     |            |      |      |
| Bakdaulet Sagatov   |            |      |      |
|                     |            |      |      |
| Nikita Vazhenin     |            |      |      |
|                     |            |      |      |
| Vadim Yakubovskiy   |            |      |      |
|                     |            |      |      |
| Altay Zhardembekuly |            |      |      |
|                     |            |      |      |

### Freestyle-Skiing
| Athleten               | Wettbewerbe | Qualifikation | Qualifikation | Qualifikation | Qualifikation | Finale  | Finale  | Finale  | Finale  | Finale  | Finale  | Rang |
| Athleten               | Wettbewerbe | Runde 1       | Runde 1       | Runde 2       | Runde 2       | Runde 1 | Runde 1 | Runde 2 | Runde 2 | Runde 3 | Runde 3 | Rang |
| Athleten               | Wettbewerbe | Punkte        | Rang          | Punkte        | Rang          | Punkte  | Rang    | Punkte  | Rang    | Punkte  | Rang    | Rang |
| ---------------------- | ----------- | ------------- | ------------- | ------------- | ------------- | ------- | ------- | ------- | ------- | ------- | ------- | ---- |
| Frauen                 |             |               |               |               |               |         |         |         |         |         |         |      |
| Ardana Makhanova       |             |               |               |               |               |         |         |         |         |         |         |      |
|                        |             |               |               |               |               |         |         |         |         |         |         |      |
| Ayana Zholdas          |             |               |               |               |               |         |         |         |         |         |         |      |
|                        |             |               |               |               |               |         |         |         |         |         |         |      |
| Männer                 |             |               |               |               |               |         |         |         |         |         |         |      |
| Assylkhan Assan        |             |               |               |               |               |         |         |         |         |         |         |      |
|                        |             |               |               |               |               |         |         |         |         |         |         |      |
| Roman Ivanov           |             |               |               |               |               |         |         |         |         |         |         |      |
|                        |             |               |               |               |               |         |         |         |         |         |         |      |
| Sherzod Khashirbayev   |             |               |               |               |               |         |         |         |         |         |         |      |
|                        |             |               |               |               |               |         |         |         |         |         |         |      |
| Dinmukhammed Raimkulov |             |               |               |               |               |         |         |         |         |         |         |      |
|                        |             |               |               |               |               |         |         |         |         |         |         |      |
| Ulanbakir Umurzakov    |             |               |               |               |               |         |         |         |         |         |         |      |
|                        |             |               |               |               |               |         |         |         |         |         |         |      |

### Shorttrack
| Athleten             | Wettbewerb | Vorläufe     | Vorläufe | Viertelfinale | Viertelfinale | Halbfinale | Halbfinale | Finale A/B | Finale A/B | Rang |
| Athleten             | Wettbewerb | Zeit         | Rang     | Zeit          | Rang          | Zeit       | Rang       | Zeit       | Rang       | Rang |
| -------------------- | ---------- | ------------ | -------- | ------------- | ------------- | ---------- | ---------- | ---------- | ---------- | ---- |
| Frauen               |            |              |          |               |               |            |            |            |            |      |
| Alina Äschighalijewa | 1000 m     | 1:35,431 min | 4        |               |               |            |            |            |            |      |
| Alina Äschighalijewa | 1500 m     | 2:31,433 min | 3        |               |               |            |            |            |            |      |
| Yana Khan            | 500 m      | 43,929 s     | 3        |               |               |            |            |            |            |      |
| Zeinep Kumarkan      | 500 m      | 45,420 s     | 3        |               |               |            |            |            |            |      |
| Olga Tikhonova       | 1000 m     | 1:40,731 min | 2        |               |               |            |            |            |            |      |
| Olga Tikhonova       | 1500 m     | 2:35,294 min | 1        |               |               |            |            |            |            |      |
| Malika Yermek        | 500 m      | 44,286 s     | 2        |               |               |            |            |            |            |      |
| Malika Yermek        | 1000 m     | 1:35,228 min | 2        |               |               |            |            |            |            |      |
| Madina Zhanbussinova | 1500 m     | 2:35,696 min | 3        |               |               |            |            |            |            |      |
| Männer               |            |              |          |               |               |            |            |            |            |      |
| Absal Äschighalijew  | 500 m      | 42,026 s     | 1        |               |               |            |            |            |            |      |
| Absal Äschighalijew  |            |              |          |               |               |            |            |            |            |      |
| Ädil Ghaliachmetow   | 1000 m     | 1:29,468 min | 1        |               |               |            |            |            |            |      |
| Ädil Ghaliachmetow   |            |              |          |               |               |            |            |            |            |      |
| Gleb Ivchenko        | 1000 m     | 1:40,338 min | 1        |               |               |            |            |            |            |      |
| Gleb Ivchenko        |            |              |          |               |               |            |            |            |            |      |
| Aibek Nassen         | 1000 m     | 1:32,155 min | 2        |               |               |            |            |            |            |      |
| Aibek Nassen         |            |              |          |               |               |            |            |            |            |      |
| Denis Nikischa       | 500 m      | 42,702 s     | 1        |               |               |            |            |            |            |      |
| Denis Nikischa       |            |              |          |               |               |            |            |            |            |      |
| Mersaid Zhaxybayev   | 500 m      | 41,871 s     | 1        |               |               |            |            |            |            |      |
| Mersaid Zhaxybayev   |            |              |          |               |               |            |            |            |            |      |
| Mixed                |            |              |          |               |               |            |            |            |            |      |
|                      | Staffel    |              |          |               |               |            |            |            |            |      |

### Ski Alpin
| Athleten               | Wettbewerbe | 1. Lauf | 1. Lauf | 2. Lauf | 2. Lauf | Gesamt      | Gesamt |
| Athleten               | Wettbewerbe | Zeit    | Rang    | Zeit    | Rang    | Zeit        | Rang   |
| ---------------------- | ----------- | ------- | ------- | ------- | ------- | ----------- | ------ |
| Frauen                 |             |         |         |         |         |             |        |
| Xenija Beresnaja       | Slalom      | 54,86 s | 11      | 52,55 s | 10      | 1:47,41 min | 10     |
| Mariya Shkabarova      | Slalom      | 53,44 s | 10      | 51,17 s | 9       | 1:44,61 min | 9      |
| Alexandra Skorochodowa | Slalom      | 48,44 s | 4       | DNF     | DNF     | DNF         | DNF    |
| Alexandra Troizkaja    | Slalom      | 55,23 s | 13      | DSQ     | DSQ     | DSQ         | DSQ    |
| Männer                 |             |         |         |         |         |             |        |
| Rostilav Khokhlov      | Slalom      | DNF     | DNF     | DNF     | DNF     | DNF         | DNF    |
| Zakhar Kuchin          | Slalom      | 49,29 s | 14      | 47,95 s | 10      | 1:37,24 min | 11     |
| Alexey Kulakov         | Slalom      | 50,95 s | 18      | DSQ     | DSQ     | DSQ         | DSQ    |
| Danil Syssoyev         | Slalom      | DNF     | DNF     | DNF     | DNF     | DNF         | DNF    |

### Skibergsteigen
| Athleten          | Wettbewerbe | Qualifikation | Qualifikation | Vorlauf | Vorlauf | Halbfinale | Halbfinale | Finale | Finale | Rang |
| Athleten          | Wettbewerbe | Zeit          | Rang          | Zeit    | Rang    | Zeit       | Rang       | Zeit   | Rang   | Rang |
| ----------------- | ----------- | ------------- | ------------- | ------- | ------- | ---------- | ---------- | ------ | ------ | ---- |
| Frauen            |             |               |               |         |         |            |            |        |        |      |
| Assem Nazyrova    | Sprint      |               |               |         |         |            |            |        |        |      |
| Männer            |             |               |               |         |         |            |            |        |        |      |
| Timur Artyukhin   | Sprint      |               |               |         |         |            |            |        |        |      |
| Shyngys Baikashev | Sprint      |               |               |         |         |            |            |        |        |      |
| Niyaz Janzakov    | Sprint      |               |               |         |         |            |            |        |        |      |
| Denis Vlassov     | Sprint      |               |               |         |         |            |            |        |        |      |

### Skilanglauf
| Athleten               | Wettbewerbe | Zeit | Rang |
| ---------------------- | ----------- | ---- | ---- |
| Frauen                 |             |      |      |
| Mariya Lyuft           |             |      |      |
| Darja Rjaschko         |             |      |      |
| Xenija Schalygina      |             |      |      |
| Angelina Schuryga      |             |      |      |
| Nadeschda Stepaschkina |             |      |      |
| Kamila Yelgazinova     |             |      |      |
| Männer                 |             |      |      |
| Nail Baschmakow        |             |      |      |
| Konstantin Borzow      |             |      |      |
| Iliyas Issabek         |             |      |      |
| Olschas Klimin         |             |      |      |
| Vladislav Kovalyov     |             |      |      |
| Yernar Nursbekov       |             |      |      |

| Athleten               | Wettbewerbe      | Qualifikation | Qualifikation | Viertelfinale | Viertelfinale | Halbfinale  | Halbfinale | Finale        | Finale        | Rang   |
| Athleten               | Wettbewerbe      | Zeit          | Rang          | Zeit          | Rang          | Zeit        | Rang       | Zeit          | Rang          | Rang   |
| ---------------------- | ---------------- | ------------- | ------------- | ------------- | ------------- | ----------- | ---------- | ------------- | ------------- | ------ |
| Frauen                 |                  |               |               |               |               |             |            |               |               |        |
| Mariya Lyuft           | Sprint klassisch | 3:55,84 min   | 11            | 3:41,33 min   | 2             | 3:38,00 min | 4          | ausgeschieden | ausgeschieden | 7      |
| Darja Rjaschko         | Sprint klassisch | 3:39,72 min   | 3             | 3:46,99 min   | 1             | 3:32,56 min | 3          | 3:34,35 min   | 4             | 4      |
| Xenija Schalygina      | Sprint klassisch | 3:44,90 min   | 7             | 3:48,36 min   | 1             | 3:38,43 min | 5          | ausgeschieden | ausgeschieden | 8      |
| Nadeschda Stepaschkina | Sprint klassisch | 3:40,50 min   | 4             | 3:48,89 min   | 2             | 3:31,44 min | 3          | 3:36,47 min   | 5             | 5      |
| Männer                 |                  |               |               |               |               |             |            |               |               |        |
| Konstantin Borzow      | Sprint klassisch | 3:04,40 min   | 5             | 3.06,48 min   | 2             | 2:59,97 min | 1          | 2:58,28 min   | 2             | Silber |
| Iliyas Issabek         | Sprint klassisch | 3:08,46 min   | 8             | 3:05,89 min   | 2             | 3:04,36 min | 5          | ausgeschieden | ausgeschieden | 8      |
| Olschas Klimin         | Sprint klassisch | 3:08,35 min   | 7             | 3:06,33 min   | 2             | 2:58,24 min | 3          | 2:58,90 min   | 4             | 4      |
| Vladislav Kovalyov     | Sprint klassisch | 3:12,91 min   | 12            | 3:12,10 min   | 1             | 3:02,15 min | 4          | ausgeschieden | ausgeschieden | 7      |